# Wout Brama
Wout Brama (Almelo, 21 agosto 1986) è un ex calciatore olandese, di ruolo centrocampista.

## Carriera

### Club
L'8 maggio 2011 vince la Coppa d'Olanda dopo aver segnato il gol del momentaneo svantaggio per 1-2 contro l'Ajax; la partita finirà con la vittoria per 3-2 in rimonta dopo i tempi supplementari. Diventato una bandiera del Twente, dopo alcune esperienze al PEC Zwolle, all'Utrecht e ai Mariners in Australia, fa ritorno al club di Enschede nel 2018 contribuendo al ritorno in Eredivisie.

## Palmarès

### Club

#### Competizioni nazionali
- Campionato olandese: 1

Twente: 2009-2010
- Coppa dei Paesi Bassi: 1

Twente: 2010-2011
- Supercoppa dei Paesi Bassi: 2

Twente: 2010, 2012
- Eerste Divisie: 1

Twente: 2018-2019